# 専門学校大阪ビジネス・アカデミー

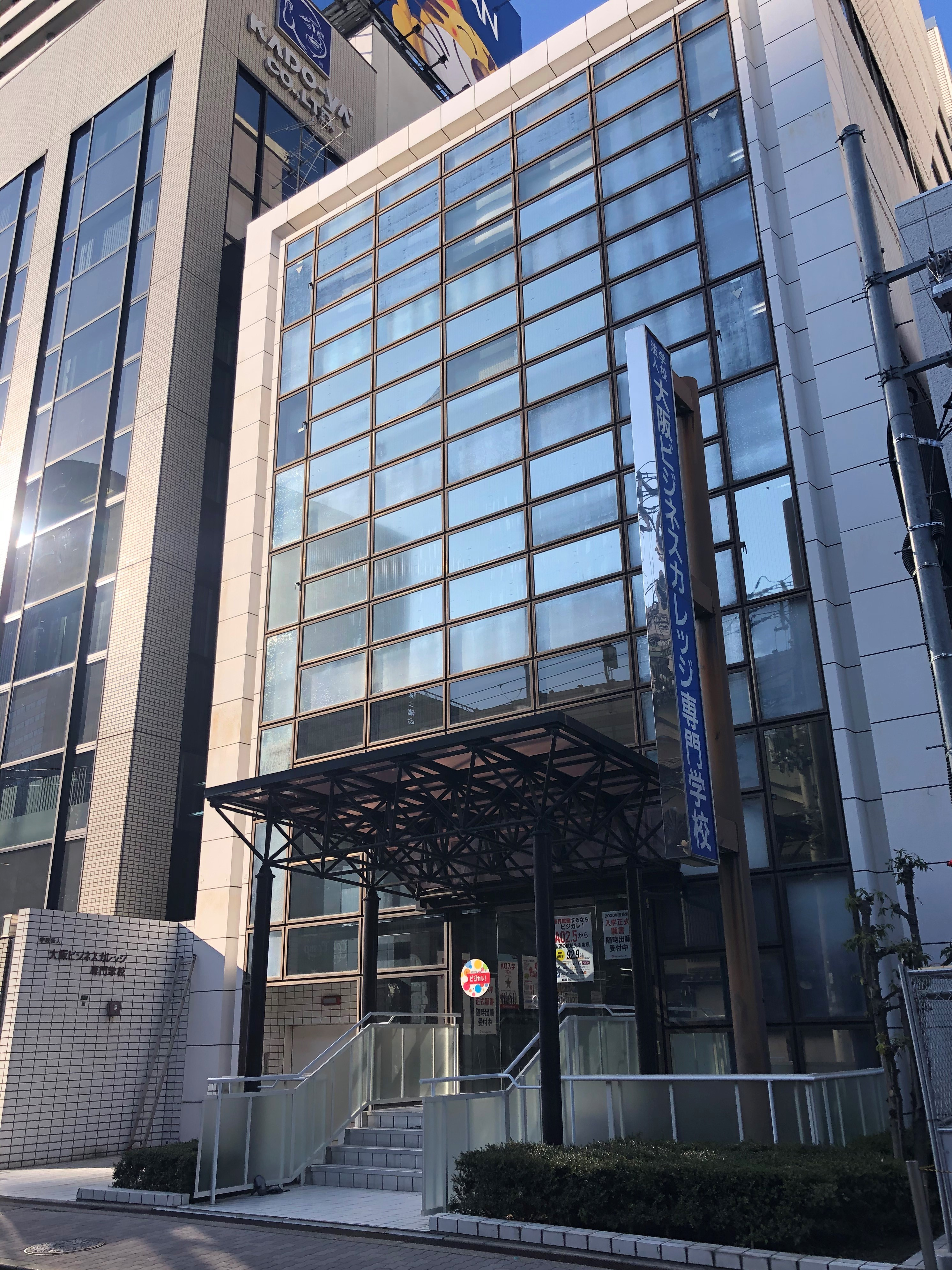
校舎

専門学校大阪ビジネス・アカデミー（せんもんがっこうおおさかビジネス・アカデミー）は、学校法人21世紀アカデメイアグループが運営する大阪市北区にある専門学校である。

## 沿革
- 1982年 - 大阪ビジネスカレッジ専門学校として設立

## 学科
- ペットビジネス学科
- 愛玩動物看護学科
- 総合ビジネス学科
- ITビジネス学科
- ファッションビジネス学科
- フラワービジネス学科

## 所在地
- 〒530-0004 大阪市北区堂島浜1-1-7

最寄り駅は、JR北新地駅、Osaka Metro淀屋橋駅、京阪大江橋駅。

## 著名な出身者
- 亀山忍（俳優、タレント）
- 柘植智幸（コンサルタント）